# Kalkaska County
Kalkaska County je okres na severu jižní části státu Michigan v USA. K roku 2010 zde žilo 17 153 obyvatel. Správním městem okresu je Kalkaska. Celková rozloha okresu činí 1 478 km².

## Sousední okresy
| Růžice kompasu |                       | Antrim County    | Otsego County    | Růžice kompasu |
| Růžice kompasu | Grand Traverse County | Sever            | Crawford County  | Růžice kompasu |
| Růžice kompasu | Grand Traverse County | Kalkaska County  | Crawford County  | Růžice kompasu |
| Růžice kompasu | Grand Traverse County | Jih              | Crawford County  | Růžice kompasu |
| Růžice kompasu | Wexford County        | Missaukee County | Roscommon County | Růžice kompasu |